# Грим (ТВ серија)
Грим (енгл. Grimm) америчка је телевизијска серија коју су створили Стивен Карпентер, Џим Коуф и Дејвид Гринволт за NBC. Радња серије прати истражитеља из Портланду, Николаса Беркхарта (Дејвид Џинтоли), који открива да је грим, последњи у низу чувара који се заклео да ће одржавати равнотежу између човечанства и митолошких бића.

## Радња
Истражитељ Ник Беркхарт из полицијске управе Портланда сазнаје да потиче од лозе чувара познатих као гримови, задужени за одржавање равнотеже између човечанства и митолошких бића. Током серије, он се бори против разних опасних створења уз помоћ свог пријатеља Монроа и свог партнера истражитеља Хенка Грифина.

## Улоге
| Глумац           | Улога             |
| ---------------- | ----------------- |
| Дејвид Џинтоли   | Ник Беркхарт      |
| Расел Хорнсби    | Хенк Грифин       |
| Битси Талоч      | Џулијер Силвертон |
| Сајлас Вир Мичел | Монро             |
| Саша Роиз        | Шон Ренард        |
| Реџи Ли          | Дру Ву            |
| Бри Тарнер       | Розали Калверт    |
| Клер Кофи        | Адалинд Шејд      |

## Епизоде
| Сезона | Сезона | Епизоде | Епизоде | Оригинално емитовање | Оригинално емитовање |
| Сезона | Сезона | Епизоде | Епизоде | Премијера            | Финале               |
| ------ | ------ | ------- | ------- | -------------------- | -------------------- |
|        | 1.     | 22      | 22      | 28. октобар 2011.    | 18. мај 2012.        |
|        | 2.     | 22      | 22      | 13. август 2012.     | 21. мај 2013.        |
|        | 3.     | 22      | 22      | 25. октобар 2013.    | 16. мај 2014.        |
|        | 4.     | 22      | 22      | 24. октобар 2014.    | 15. мај 2015.        |
|        | 5.     | 22      | 22      | 30. октобар 2015.    | 20. мај 2016.        |
|        | 6.     | 13      | 13      | 6. јануар 2017.      | 31. март 2017.       |